# Coniogramme rubicaulis
Coniogramme rubicaulis är en kantbräkenväxtart som beskrevs av Ren-Chang Ching. Coniogramme rubicaulis ingår i släktet Coniogramme och familjen Pteridaceae. Inga underarter finns listade.